# Cynosaurus
Cynosaurus es un género extinto de sinápsido no-mamífero. Se han encontrado sus restos en la Zona faunística de Dicynodon en Sudáfrica.